# Világvallás
A világon sokféle vallás létezik, világvallásoknak azokat a vallásokat hívjuk, amelyek a legtöbb hívőt számolják Földünkön. A fogalom meghatározása a valláséhoz hasonlóan bonyolult és semmiképpen sem egyértelmű. Három kritériumnak kell alapjában megfelelnie: a követők száma legyen a legnagyobbak között, legyen minden kontinensen többé kevésbé elterjedt és rendelkezzen egyetemes (egész világra szóló) küldetéstudattal.
A kereszténység, az iszlám, a hinduizmus, a buddhizmus és a judaizmus szinte mindig szerepel a világvallások listáján. Egyes vallástudósok más vallásokat, például a szikhizmust, a zoroasztrizmust vagy a baháʼí hitet is belefoglalják a kategóriába.
Helmuth von Glasenapp alapján legalább nyolc etikailag fejlett világvallást ismerünk: a hinduizmust, a dzsainizmust, a buddhizmust, a kínai univerzizmust, a zoroasztrizmust, a judaizmust, a kereszténységet és az iszlámot.
A nagy világvallások:

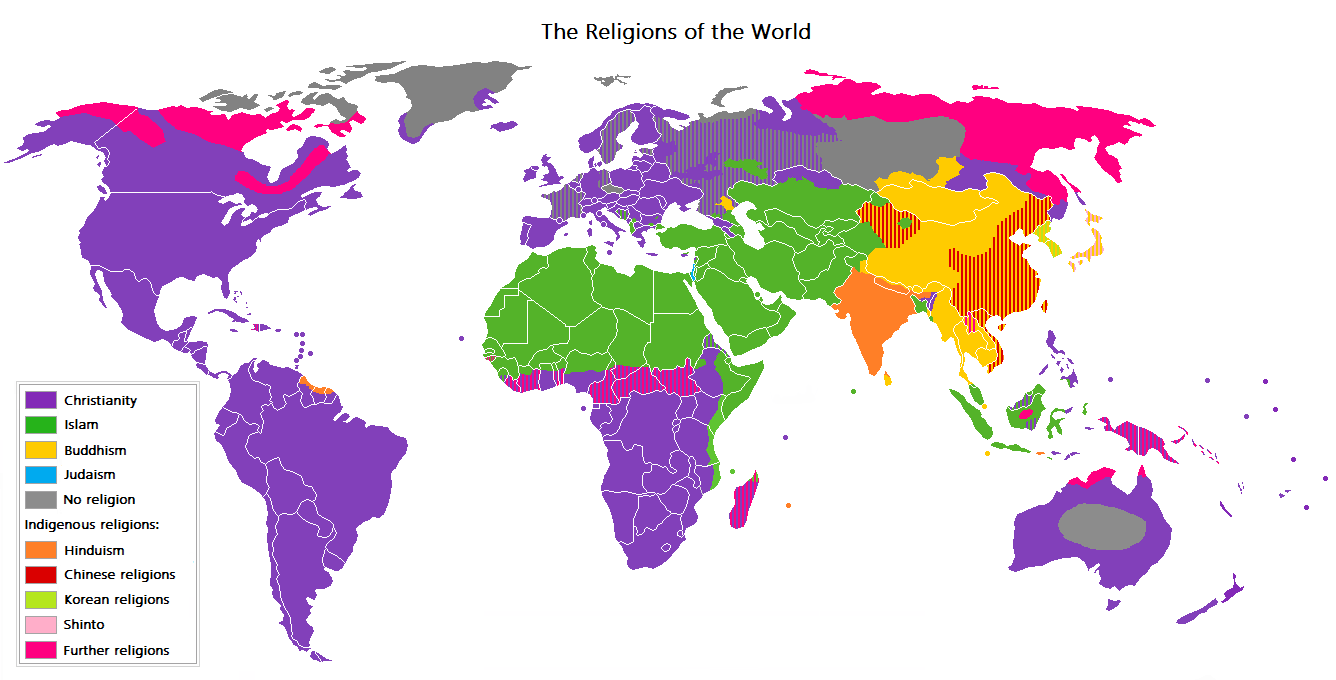
A domináló világvallások földrajzilag: lila: keresztény, zöld: iszlám, narancssárga: hindu, citromsárga: buddhista, narancs csíkkal: kínai vallások, rózsaszín: népi vallások, szürke: vallástalan

- a kereszténység (31-32%; több mint 2 milliárd hívő)
- az iszlám (24%; kb. 1,8 milliárd hívő[4]),
- a hinduizmus (15%; kb. 1 milliárd[5][6]),
- a buddhizmus (7%; 400-500 millió[7][8]),
- a kínai univerzizmus (6%)

Egyéb, kisebb világvallások:
- szikhizmus (kb. 28 millió fő)
- judaizmus (14-15 millió fő)
- bahaizmus (5-6 millió fő)
- dzsainizmus (4-5 millió fő)

## Besorolás

### Univerzális vallások
A világvallás fogalmának szűkebb meghatározása csak a buddhizmust, a kereszténységet és az iszlámot foglalja magában, amelyeket néha univerzális vallásokként is emlegetnek. Az egyetemes érvényesség igénye ezeknél már a vallás megalapításakor jelen volt, világszerte elterjedtek, és nagyon nagy a követőik száma.

### Népvallások
Két világvallást, a hinduizmust és a judaizmust néha népvallásnak is nevezik. Más népvallások közé tartozik a taoizmus vagy a kínai univerzizmus. Jellemzőjük, hogy nagyon erősen kötődnek egy adott néphez és a kultúrájukhoz. A hívők zömmel beleszületnek ezekbe a vallásokba; később általában nem lehet csatlakozni hozzájuk, és többnyire nincs hittérítő igényük sem.

## Csoportosítás
A világ vallási megoszlása
A világvallások két nagy csoportra oszthatók: azokra, amelyek a Hindukustól keletre és azokra, amelyek ettől nyugatra keletkeztek.

### Nyugati (ábrahámi) vallások
A „történeti istenkinyilatkoztatás” nyugati (ábrahámi) vallásai mindennek a létezését egy a világ téridő dimenziói felett álló, végtelen hatalommal rendelkező személyes Istentől eredeztetik, aki mindent a semmiből hozott létre, és autonóm módon uralkodik mindenek felett. A kereszténységben a Föld teremtése és vége közötti időszak egyszeri és megismételhetetlen. 
- Kereszténység
- Iszlám
- Judaizmus (zsidó vallás)

### Keleti vallások
A keletiek „az örök világtörvény vallásaiként” jellemezhetők, mivel e vallások szerint a világ örökkévaló, nincs őskezdete és meghatározott vége, a benne végbemenő valamennyi történést önmaga szabályozza és minden létezés legfőbb elvét személytelen világtörvény képviseli. 
Két nagy csoportja az indiai vallások és a kelet-ázsiai vallások:
Az indiai vallások alcsoportjai:
- Hinduizmus
- Szikhizmus
- Dzsainizmus
- Buddhizmus

A kelet-ázsiai vallások és vallásos jellegű filozófiák:
- Kelet-ázsiai buddhizmus
- Konfucianizmus
- Sintoizmus
- Taoizmus

## A világvallásokon belüli fő irányzatok
Kereszténység
- Nyugati kereszténység (Katolicizmus · Protestantizmus · Szentháromság-tagadók · )
- Keleti kereszténység (Ortodox · Ókeleti · Keleti katolikus)
- Új vallási mozgalmak

Iszlám
- Fő ágak: Szunnita · Síita · Háridzsita
- Egyéb irányzatok: Ahmadik · Drúz · Koranista · Szúfi · Vahhábita

Zsidó vallás
- Fő irányzatok: Konzervatív · Ortodox · Reform
- Egyéb: Karaita · Haszid · Neológia

Hinduizmus
Vaisnavizmus · Saktizmus · Saivizmus
Buddhizmus
Mahájána · Théraváda · Vadzsrajána
Dzsainizmus
Digambara · Svétámbara
Kínai vallás
Konfucianizmus · Taoizmus · Kínai buddhizmus · Népi vallás

## Térképek
- Vallásosság a világban. vörös: leginkább vallásos. Felmérés: 2006–2008, Gallup.
- Vallástalanok aránya: a lakosság százalékában, akik a vallást "nem fontos"nak tekintik. sötétkék: a leginkább vallástalan, narancssárga: a leginkább vallásos, szürke: nincs adat. Felmérés: 2002, Pew
- Az uralkodó vallások
- Az "ábrahámi vallások" (rózsaszín) és a "keleti vallások" (sárga) domináns vallásként
- A két legfőbb világvallás: a kereszténység (piros) és az iszlám (zöld) mint földrajzilag domináns vallás

## Fordítás
- Ez a szócikk részben vagy egészben az Religion című angol Wikipédia-szócikk ezen változatának fordításán alapul.  Az eredeti cikk szerkesztőit annak laptörténete sorolja fel. Ez a jelzés csupán a megfogalmazás eredetét és a szerzői jogokat jelzi, nem szolgál a cikkben szereplő információk forrásmegjelöléseként.